# Vöröshátú szíbia
A vöröshátú szíbia (Heterophasia annectans vagy Heterophasia annectens) a madarak osztályának verébalakúak (Passeriformes) rendjébe és a Leiothrichidae családjába tartozó faj.
A magyar neve forrással nincs megerősítve.

## Rendszerezés
A fajt Edward Blyth angol zoológus írta le 1847-ben, a Leioptila nembe Leioptila annectans néven, egyes szervezetek jelenleg is a Leioptila annectens nevet használják. Besorolása vitatott, más szervezetek a  Minla nembe helyezik Minla annectans néven.

## Alfajai
- Heterophasia annectans annectans (Blyth, 1847)
- Heterophasia annectans davisoni (Hume, 1877)
- Heterophasia annectans eximia (Riley, 1940)
- Heterophasia annectans mixta Deignan, 1948
- Heterophasia annectans roundi J. C. Eames, 2002
- Heterophasia annectans saturata (Walden, 1875)[1]

## Előfordulása
Dél- és Délkelet-Ázsiában, Bhután, Kína, India, Laosz, Mianmar Nepál, Thaiföld és Vietnám területén honos. A természetes élőhelye a szubtrópusi vagy trópusi síkvidéki és hegyi esőerdők. Állandó, nem vonul faj.

## Megjelenése
Testhossza 18,5–20 centiméter, testtömege 22–29 gramm.

## Életmódja
Rovarokkal táplálkozik.